# Abemama
Abemama (conosciuta anche con i seguenti nomi: Abamama, Apamama, Dundas, Hopper Island, Isola di Roger Simpson o Simpson Island) è un atollo nella parte centrale delle isole Gilbert che fanno parte della Repubblica di Kiribati. L'atollo si trova 152 chilometri a sud-est di Tarawa, appena a nord dell'Equatore.

## Geografia
Ha una superficie di 16 km² e una popolazione di 3 608 abitanti. Gli isolotti circondano una profonda laguna.
Il villaggio di Kariatebike comprende gli edifici amministrativi, la stazione di polizia e l'ospedale. È presente una pista d'atterraggio vicino al villaggio di Tabiang.
Le isole orientali dell'isola sono collegate tra loro da una strada che consente gli spostamenti tramite vetture.

## Storia
Nel 1889 fu la casa di Robert Louis Stevenson. Dal 1913, diventa la sede della chiesa cattolica di Ernest Sabatier che pubblicherà nel 1952, il Dictionnaire gilbertin-français.
Durante la Seconda guerra mondiale fu occupata dai giapponesi il 10 dicembre 1941.
Difesa da una guarnigione di solo 24 giapponesi, l'isola fu riconquistata da un battaglione di 78 marines sbarcati dal sommergibile statunitense USS Nautilus il 21 novembre 1943.
La presa dell'isola fu completata il 25 novembre 1943 quando gli statunitensi appresero che l'intera guarnigione giapponese si era suicidata